# آناتولی بالچف
آناتولی بالچف (انگلیسی: Anatoly Balchev؛ زادهٔ ۲۸ ژوئیهٔ ۱۹۴۶) آهنگساز، بازیگر اهل اوکراین است.